# Schenectady Locomotive Works
Schenectady Locomotive Works was een locomotievenbouwer in Schenectady, New York, in de Verenigde Staten. In 1848 startte het bedrijf als Schenectady Locomotive Engine Manufactory onder de leiding van de gebroeders Norris.

## 1848-1851: start en neergang
In 1849 werd de eerste stoomlocomotief afgeleverd: de Lightning. Deze was echter geen succes: de machine was te sterk voor de toenmalige zwakke rails en had tevens een te kleine boiler. Er volgden dan ook geen nieuwe orders. De gebroeders Norris trokken zich terug uit het project.

## 1851-1861: doorstart en groei
In 1851 werd een nieuw bedrijf opgericht, de Schenectady Locomotive Works. Dit bedrijf kocht de bezittingen van de Schenectady Locomotive Engine Manufactory op en benoemde als leiding dezelfde personen die ook zijn voorganger hadden bestuurd, waaronder Jonh Ellis.
De doorstart was een succes. Met Walther McQueen als technische man werden er vele en kwalitatief goede stoomlocs gebouwd.

## 1861-1901: reorganisatie en hernieuwde groei
In 1857 ging het weer bergafwaarts dankzij economische problemen. John Ellis wist het meerdendeel van de aandelen in handen te krijgen en reorganiseerde in 1861 het bedrijf. Hij liet een aantal locomotieven bouwen zonder dat er een bestelling was gedaan, maar hij wist deze locs binnen korte tijd te verkopen aan de overheid. De Amerikaanse Burgeroorlog was namelijk begonnen en de overheid had behoefte aan transportmiddelen: ze kochten dan ook de gehele voorraad op. Het bedrijf bleef gedurende de oorlogsjaren op volle toeren draaien.
Na een brand In 1866 volgden herstel en nieuwbouw. In 1869 zorgden overstromingen voor problemen. Ondanks tijden van economische depressie en ruzies in het management, ging het het bedrijf voor de wind. In de jaren 80 kwam de ontwerper A.J. Pitkin bij het bedrijf. De familie Ellis bleef tot aan 1901 de dienst uitmaken binnen de Schenectady Locomotive Works.

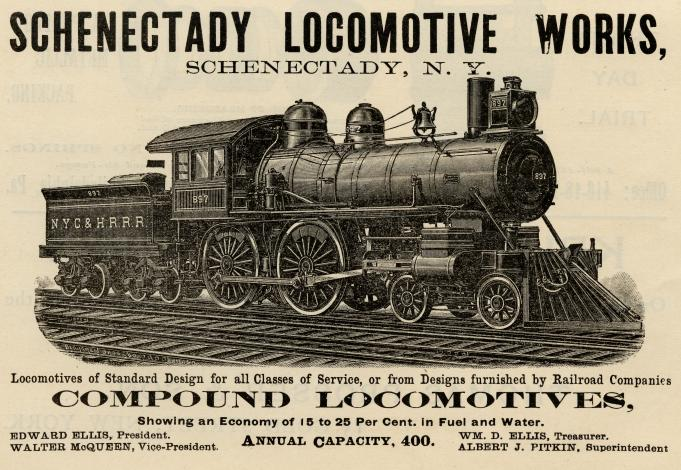
Advertentie voor de Schenectady Locomotive Works, 1893.

### Jupiter
De Schenectady Locomotive Works bouwde in 1868 voor de Central Pacific Railroad de stoomloc Jupiter. Om de locomotief in Californië te krijgen werd deze eerst weer uit elkaar gehaald en vervolgens per schip om Zuid-Amerika heen naar Californië vervoerd. Daar zorgde de Central Pacific ervoor dat de loc weer werd opgebouwd.
De Jupiter was onderdeel van de ‘Golden Spike Ceremony’ in Promontory Summit (Utah) in 1869: de voltooiing van de Transcontinental Railroad door de Central Pacific Railroad en Union Pacific Railroad.

## 1901: fusie
Om te kunnen concurreren tegen Baldwin besloten 7 fabrikanten te fuseren met Schenectady Locomotive Works. Zo ontstond in 1901 de American Locomotive Company (Alco). Pitkin werd de baas van het nieuwe bedrijf en de fabriek in Schenectady werd het hoofdkwartier. Uiteindelijk zijn alle andere vestigingen gesloten en bleef alleen het complex in Schenectady over.